# Torres de alta hechicería
Las Torres de alta hechicería son grandes torres ficticias del universo de Dragonlance. Fueron construidas por los tres magos que ayudaron en la Segunda Guerra de los Dragones.

## Las torres
La de Wayreth es la principal pues está dentro de un campo tridimensional y puede aparecer en cualquier lugar en un radio de ochocientos kilómetros cuadrados, lo que hace imposible encontrarla.
La de Palanthas, por su parte, está rodeada por el aterrador Robledal de Shoikan. Cuando el Príncipe de los Sacerdotes de Ishtar intentó destruir la magia, la Torre fue maldecida por un Túnica Negra.
Las de Ishtar, Daltigoth y Goodlund son poco o nada conocidas debido al Cataclismo, al olvido que las envuelve, o a su destrucción.
De las cinco torres de Alta Hechicería originales la mayor era la de Palanthas. Los orbes de los Dragones se crearon en ella. Su último ocupante la sumió en un encantamiento antes de arrojarse desde la Avenida de la Muerte u quedar ensartado en las verjas de la entrada. El amo proclamó que las puertas permanecerían cerradas y las estancias vacías hasta la llegada del Amo del Pasado y del Presente... Raistlin. La torre se alza en medio de una arboleda hechizada conocida por el Robledal de Shoikan.
El interior del edificio es un simple cilindro, hueco en el centro desde la base hasta el pico, con una escalera sin barandilla que se remonta por el borde del muro en una continua espiral interrumpida solo por unos pocos rellanos que dan a las puertas de las habitaciones. La escalera arranca en la planta baja, cerca de la puerta de madera tallada con runas, que es el único acceso a la torre. En sus cimientos, hay otra habitación excavada por Raistlin mágicamente: la Cámara de la Visión. Allí habitan las malogradas creaciones de Raistlin, los Engendros Vivientes.
Los aposentos de Dalamar estaban a la izquierda de la escalera, tras remontar 539 escalones. Estos aposentos eran suntuosos y refinados. El estudio de Raistlin también era confortable, con mullidos sillones, ricas alfombras, mesas de madera, una gran chimenea en un extremo y un gran escritorio situado al fondo de la habitación sobre el que reposaba el Orbe de los Dragones. Los libros abarrotaban las estanterías dejando libre solo la ventana. No obstante, el estudio debe de encontrarse por debajo de los aposentos de Dalamar, ya que cuando Crysania y Caramon subieron desde el estudio al laboratorio situado en lo alto, la escalada les pareció interminable e incluso el guerrero se sentía agotado. Sin embargo, la escalera continua ascendiendo otros dos tramos más por encima del nivel donde esta el laboratorio. Finaliza en una pequeña puerta por la que se accede a la galería exterior: la Avenida de la Muerte.
El gran laboratorio (sumido en las sombras a pesar de las ventanas) está equipado con estanterías de libros que descansan sobre las mesas de trabajo. En el centro se encuentra una enorme mesa de piedra, lo bastante grande para que pueda tumbarse en ella un minotauro. El punto que atrae la atención en el laboratorio está al fondo de la cámara; es una puerta de acero rodeada por cinco cabezas de dragones: el Portal al Abismo.
Sin embargo, este acceso no ha estado emplazado allí de manera continua. Con el abandono de la torre antes del Cataclismo, el Portal se trasladó a la fortaleza de Zhaman. Pero con la destrucción de Zhaman, un siglo más tarde, el acceso fue restituido de nuevo a Palanthas. Durante este intervalo, en su lugar solo había una desnuda pared de piedra. Después de la batalla de Palanthas, cuando Raistlin se quedó en el abismo para evitar el regreso de la Reina de la Oscuridad, Dalamar cubrió el portal con la cortina, clausuro el laboratorio y ordenó a los guardianes que no permitieran la entrada a nadie. Cuando Palin llegó a la torre 25 años más tarde, su entrada al laboratorio fue una simple ilusión creada por los magos. Quedándose sorprendidos todos los presentes de la prueba de Palin cuando al acabarla apareció con el bastón de hechicero que poseía su tío Raist.
- Datos: Q6150884